# Cristalografie

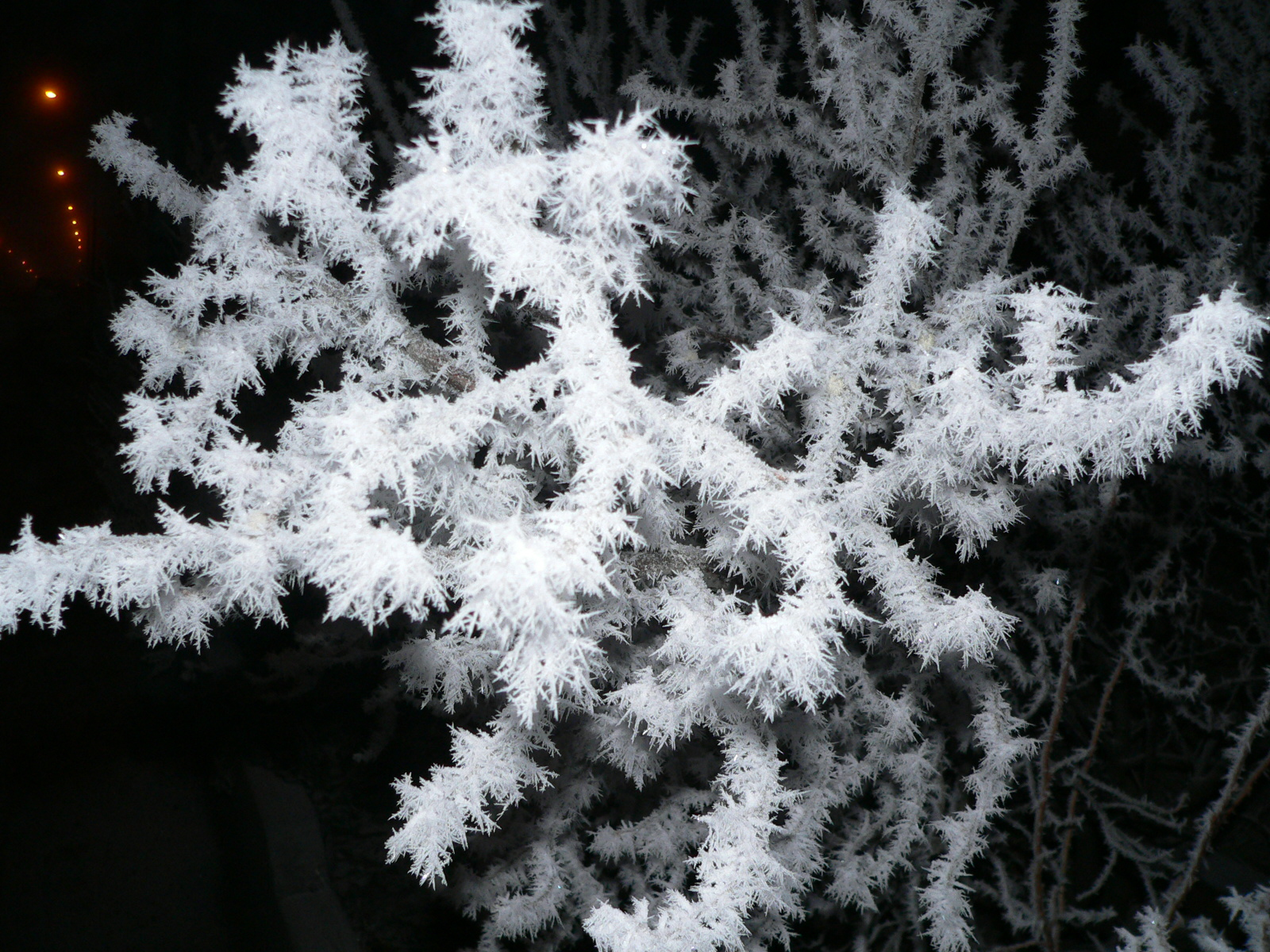
Formarea cristalelor de gheaţă (la o temperatură scăzută şi umiditate ridicată)

Cristalografia este știința care se ocupă cu studiul structurii, formării și proprietăților fizice ale cristalelor.
Această știință se împletește strâns cu ramurile științifice înrudite ca mineralogie, chimie, fizica solidelor.
Această știință cuprinde parțial disciplinele:
- Geometria, sau Morfologia cristalelor
- Cristalochimia
- Structura fizico-chimică a cristalelor, ca difuzia, treceri dintr-o fază în alta de cristalizare
- Spectroscopia cristalelor, frecvent fiind folosit la studierea devierii luminii, razelor monocromatice, ca razele röntgen
- Cristalografia mezoscopică, care studiază formarea bicristalelor (cristalelor gemene)
- Biocristalografia, ce se ocupă cu studiul structurilor proteice
- Cristalografia tehnică
- Studiul sistemelor pseudosimetrice necristalizate ca și cristalele lichide

## Istoric
- 1669: Nicolaus Steno descoperă legea constanței valorii unghiulare
- 1801: René-Just Haüy descoperă Legea simetriei din Cristalografie
- 1890/91: sunt găsite 230 grupe de cristalizare de către Arthur Moritz Schönflies și Jewgraf Stepanowitsch Fjodorow
- 1912: primele cercetări ale lui Max von Laue de studiere a devierii razelor rontgen care străbat o rețea cristalină
- 1913: Clarificarea structurii cristaline ale unor minerale și aliaje de către William Henry Bragg și William Lawrence Bragg
- 1953: Clarificarea structurii acidului dezoxiribonucleic din nucleul unei celule de către James Watson și Francis Crick
- 1969: Clarificarea structurii cristaline a insulinei de către Dorothy Crowfoot Hodgkin
- 1984: Descoperirea a cinci axe de simetrie în structura atomică sau moleculară a aliajului răcit brusc de aluminiu-mangan de către echipa de cercetători condusă de Dan Shechtman.

## Galerie de imagini

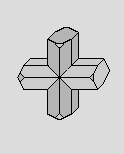
Formare de cristale gemene la staurolit
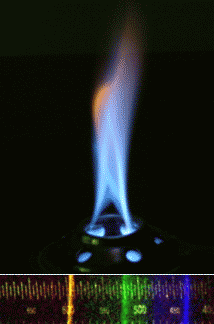
Flacăra unei lampe cu spirt şi spectrul ei electromagnetic
lumina cu spectrul ei electromagnetic
Structura cristalină a clorurii de sodiu